# Teurgi
Teurgi (fra græsk theourgia "det at påvirke det guddommelige", af theos "gud" og -ergos "som virker på noget eller med noget") er ritualer, der nogle gange ses som af magisk karakter, der udføres med den hensigt at påberåbe sig en handling eller fremmane tilstedeværelsen af en eller flere guder, især for at forenes med det guddommelige, at opnå henosis og perfektionere sig selv.

## Definitioner
- Proklos (ca. 480 e.Kr.): theurgi er "en magt større end al menneskelig visdom, der omfavner velsignelse af divination, de rensende kræfter af indvielse og i et ord alle tilstande af guddommelig besiddelse"[2]
- Keith Thomas "Spirituel magi eller teurgi var baseret på ideen om, at man kunne nå Gud i en opstigning muliggjort af et strengt forløb med bøn, faste og hengiven forberedelse."[3]
- Anne Sheppard: "Teurgi er den religiøse magiske praksis af de senere neoplatonister, har været almindeligt anset som det punkt, hvor Neoplatonismen degenererer til magi, overtro og irrationalisme. En overfladisk blik på de gamle liv af neoplatonister, og i særdeleshed ved Eunapios Sofistenes liv, afslører en gruppe mennesker interesserede i levende gjort statuer, udvalgte visioner af guder og dæmoner [4]
- Pierre A. Riffard: "Teurgi er en type magi. Den består af magiske handlinger, der udføres for at fremmane imødekommende ånder for at se dem eller kende dem, eller for at påvirke dem for eksempel ved at tvinge dem til at levendegøre en statue, at besætte et menneske (som et medium), eller at afsløre mysterier. " [5]